# Richard Slotkin
Richard Slotkin (né en 1942) est un historien américain.